# Vlakom prema jugu (1981.)
Vlakom prema jugu, hrvatski dugometražni film iz 1981. godine.

## Sadržaj
Bračni par Ban, Marina (Marina Nemet) i Branko (Zlatko Vitez) sa svojim 18-mjesečnim sinom žive kao podstanari u neboderu u zagrebačkom Zapruđu. Jednog jutra, dok je Branko na poslu, u zgradi pukne vodovodna cijev i svi se stanari nađu u nevolji. Ispast će da je problem još veći kada shvate da nitko nije zadužen za popravke u zgradi. Ipak, neprilika će dovesti do privremenog zbližavanja stanara.